# Les Hyènes (émission de télévision)
Les Hyènes est une émission de télévision française diffusée sur France 2 du 5 juillet 2004 au 23 août 2004 présentée par Caroline Diament, produite par Pascal Bataille et Laurent Fontaine.

## Historique
Les Hyènes est adaptée du format argentin Caiga Quien Caiga, une émission de télévision humoristique argentine diffusée du 14 avril 1995 au 17 septembre 2014 sur respectivement América TV, El Trece et Telefe.
En France, l'émission a connu deux adaptations:
- CIA : Club de l'info amateur, première version française diffusée en 2001 sur TF1[4],[5]
- puis Les Hyènes diffusée sur France 2, arrêtée faute d'audience[6]